# Philophtalmidae
Philophtalmidae är en familj av plattmaskar. Philophtalmidae ingår i klassen Neodermata, fylumet plattmaskar och riket djur.